# Cryptocarya elegans
Cryptocarya elegans là loài thực vật có hoa trong họ Nguyệt quế. Loài này được (Reinecke) A.C.Sm. miêu tả khoa học đầu tiên năm 1951.